# Ibaiti (gemeente)
Ibaiti is een gemeente in de Braziliaanse deelstaat Paraná. De gemeente telt 29.441 inwoners (schatting 2009).

## Aangrenzende gemeenten
De gemeente grenst aan Arapoti, Congonhinhas, Curiúva, Figueira, Japira, Jundiaí do Sul, Pinhalão, Ribeirão do Pinhal, Sapopema en Ventania.